# Heinkel He 100
Heinkel He 100 — серия прототипов скоростного самолёта-истребителя, разрабатываемого в предвоенные годы в нацистской Германии. Самолёт установил национальный и мировой рекорд скорости, активно использовался Германией для пропаганды и дезинформации о мощи новых истребителей люфтваффе, однако серийно не производился и на вооружение принят не был.

## История создания
Предпосылкой к созданию истребителя He 100 было желание Генриха Хертеля и Эрнста Хейнкеля создать одноместный истребитель, который был бы принят на вооружение люфтваффе как основной. Это была попытка реванша за предыдущую неудачную модель Heinkel He 112, которая не была принята на вооружение, так как сильно уступала Messerschmitt Bf.109 и нуждалась в существенных доработках. Такую попытку Эрнст Хейнкель предпринял даже несмотря на решение Технического департамента о функциональном разделении компаний — Хейнкелю предполагалось заниматься только бомбардировщиками, а истребителями — только Мессершмитту.

### Разработка
Изначально самолёт разрабатывался под названием «Проект 1035». В его разработке были учтены все недостатки предыдущей модели, основной упор был сделан на простоту конструкции, минимальное число узлов и агрегатов, снижение производственных затрат, уменьшение криволинейных частей, поверхностей и элементов. С точки зрения аэродинамики самолёт, по мнению разработчиков, должен был стать эталоном в своём классе. Для этого было решено установить поверхностно-испарительную систему охлаждения от He 119. Также отказались от маслорадиатора в пользу испарительного охлаждения на метиловом спирте. Дополнительной особенностью нового самолёта было исключение из конструкции планера моторамы. Капот был специально усилен и сам нёс двигатель. В остальном конструкция самолёта была типичной для своего времени — монококовый фюзеляж, крыло с одним лонжероном, топливо размещалось в четырёх баках, расположенных за главным лонжероном, топливные баки занимали 45 % размаха крыла и вмещали 345 л топлива, вдоль всей задней кромки крыла шли элероны и двухсекционный закрылок.
Так как Хейнкель уже на стадии разработки предполагал сделать скоростной самолёт для установки рекорда, он спроектировал два комплекта крыльев. Один комплект для истребителя с размахом 9,4 м и площадью 14,5 м², и другой комплект размахом 7,6 м и площадью 11 м². Меньшая пара крыльев и предназначалась для скоростной модификации.
Проект 1035 был закончен 25 мая 1937 года, но Эрнст Удет (куратор люфтваффе в техническом управлении Министерства авиации) был поставлен в известность о проекте только в октябре 1937 года, когда сборка первого самолёта уже завершилась. Компания Хейнкеля получила контракт на три опытных и десять предсерийных самолётов, которые по просьбе самого разработчика получили обозначение He 100, так как индекс 100 ранее был зарезервирован для другого самолёта.

## Модификации

### He 100A
В первой машине серии He 100-V1 был использован двигатель от Даймлер-Бенц DB-601, который мог работать в напряжённом тепловом режиме. Свой первый полёт аппарат совершил 22 января 1938 года под управлением Герхарда Ничке (а не Ганса Дитерли, как часто указывают; это опровергают протокол полёта и рапорт о полёте за подписями Г. Ничке). Управляемость истребителя была оценена как нормальная, но была отмечена склонность к раскачиванию. Был выявлен недостаток испарительной системы охлаждения — из-за перепадов температуры между нижней и верхней поверхностью крыла, используемой для охлаждения, была серьёзно покороблена обшивка и даже повреждены конструкционные элементы крыла.
На следующем экспериментальном самолёте He 100-V2, испытания которого проходили в марте 1938 года, это было учтено. Обшивка стала толще, площадь радиатора увеличена. Этот прототип показал результаты, которые позволили ему установить национальный рекорд скорости и отработать подготовку следующего прототипа He 100-V3 к мировому рекорду скорости. Для установки рекорда на He 100-V2 был выбран отрезок в 50 км между аэродромом Вюстрова и курортом Мюриц на Балтийском побережье. Изначально полёт на высоте 6000 м должен был провести флюгкапитан Гертинг 6 июня 1938 года, но Эрнст Удет сам решил провести полёт и установил национальный рекорд в 631 км/ч.
После установки Эрнстом Удетом рекорда скорости было принято решение выдать этот рекорд как установленный на He 112 и убедить потенциальных покупателей (Японию и Испанию), что He 112 стоит на вооружении люфтваффе. Было анонсировано, что рекорд установлен на самолёте He 112U (U — Удет). В то же время были изъяты из прессы все чёткие фотографии самолёта.
Так как модели V1 и V2 относились к серии A, на них устанавливался двигатель DB-601A, мощность которого составляла 1100 л. с. на взлёте и 1020 л. с. на высоте 4000 м, а крылья были 9,4 м в размахе и площадью 14,5 м² (первый вариант). Третья модель V3 получила гоночное крыло меньшего размаха, как и задумывал Хейнкель, более обтекаемый фонарь кабины, а также специально форсированный двигатель DB-601. В связи с тем, что He 100-V3 специально готовился к преодолению мирового рекорда скорости, обороты на форсированном двигателе подняли с 2480 до 3000 в минуту. Дополнительно установленный впрыск спирта увеличивал на короткое время мощность до 1800 л. с. Такой двигатель был предоставлен Хейнкелю только в августе 1938 г. Двигатель оказался сырым и «капризным», поэтому требовал постоянной регулировки и надзора, которые осуществлял специально присланный представитель фирмы Даймлер-Бенц. Двигатель из-за специального форсирования располагал ресурсом только на один полёт, поэтому не был опробован на земле, и все предполётные испытания проводились с серийным двигателем DB-601A.
Форсированный двигатель был установлен на He 100-V3 в начале сентября 1938. Подготовка к скоростному полёту проходила в Варнемюнде, с аэродрома которого Герхард Ничке, только оправившийся после травм, полученных при аварии He 119-V4, и поднял его в воздух. При взлёте одна из стоек шасси не убралась. Ничке попытался выпустить шасси, но то колесо, что было убрано, заклинило в нише. Из-за того, что обороты и форсаж двигателя убрать было нельзя, посадить самолёт не представлялось возможным. Ничке неудачно выпрыгнул с парашютом, получив травму от удара об оперение самолёта. He 100-V3 при этом разбился.
Самолёт He 100-V8 был выпущен в 1939 году несколько раньше, чем варианты V6 и V7, и относился к серии A. Он был аналогичен разбившемуся V3. V8 имел такое же короткое крыло и фонарь, но более низкорасположенный стабилизатор. Даймлер-Бенц предоставила новый специально подготовленный двигатель DB-601.
Рекордный полёт под управлением Ганса Дитерли состоялся 30 марта 1939 года в районе Ораниенбурга. Аппарат V8 достиг скорости 746,6 км/ч и установил первый абсолютный рекорд скорости, принадлежавший Германии. И в этот раз в целях пропаганды было объявлено, что рекорд установлен машиной He 112U. Также не раскрывалось использование специально подготовленного и форсированного двигателя. Однако уже 26 апреля на машине Мессершмитт Me.209 был установлен новый мировой рекорд скорости в 755 км/ч. Хейнкель посчитал, что, допустив такой же перегрев двигателя, как и на Me.209, он улучшит рекорд минимум на 15 км/ч. Но это не было осуществлено, так как 12 июля глава инженерного отдела Люхт приказал воздержаться от попыток улучшить мировой рекорд скорости.
Эрнст Удет знал об одновременном строительстве самолётов с целью преодоления мирового рекорда скорости. Ни Хейнкель, ни Мессершмитт не знали о планах друг друга и создавали свои самолёты независимо. Сам Удет считал, что конкуренция между постоянно сталкивающимися амбициозными конструкторами не ведёт ни к чему хорошему, но дабы не быть заподозренным в покровительстве, пустил всё на самотёк.
Планы постройки рекордного самолёта у двух конструкторов принципиально разнились. Хейнкель хотел установить рекорд на самолёте, который бы представлял собой легко модифицированный истребитель. Мессершмитт же изначально проектировал чисто гоночный самолёт — минимально возможный по размерам и аэродинамически чистый моноплан, хотя изначально предложенный Мессершмиттом министерству авиации в 1937 году проект 1059 предполагал создание на его базе истребителя.

### He 100B
Самолёты V4 и V5 относились к серии B. He 100-V4 прибыл для испытаний в Рехлин (Научно-испытательный институт ВВС Германии) незадолго до неудачной попытки побить мировой рекорд, предпринятой Герхардом Ничке в Варнемюнде. Конструкционные отличия от серии A были следующими: у земли скорость могла достигать 557 км/ч, на высоте 5000 м — 665 км/ч, 637 км/ч на 8000 м. Эти скорости достигались в испытаниях редко, большинство полётов прерывались из-за несовершенной конструкции поверхностного радиатора, который не справлялся с перегревом двигателя. Фактически модель V4 представляла собой прототип для серийного производства.
Второй самолёт серии B (He 100-V5) участвовал в представлении, которое можно назвать буффонадой, разыгрывавшейся друг перед другом Францией и Германией в 1938 году. Генерал Вюймен, в то время глава штаба французских ВВС, прилетел с официальным визитом в Германию на специально подготовленном, единственном опытном образце бомбардировщика Амио-340. С бомбардировщика было снято всё оборудование, которое могло бы выдать опытную машину и была нанесена личная эмблема генерала. На этом прототипе Вюймен прибыл на аэродром Штаакен под Берлином с высокой для того времени средней скоростью 435 км/ч. Неизвестно, была ли воспринята такая дезинформация представителями люфтваффе как реальное положение дел в ВВС Франции.
Во время визита Вюймена в Ораниенбурге ему был продемонстрирован He 100-V5, которым управлял Ганс Дитерли. Самолёт ждал сигнала от Удета для полёта в Мариене. После демонстрации скоростного пролёта на малой высоте Дитерли посадил самолёт и подрулил к французской делегации. Генералу пояснили, что это тот истребитель, на котором Удет установил мировой рекорд на 100-км дистанции.

Мильх обернулся к Удету и спросил: «Скажи-ка мне, Удет, как у нас дела с серийным производством?» Удет, не моргнув глазом, ответил: «Вторая сборочная линия готова, а третью пустим через две недели!»— 

### He 100C
Модели He 100-V6, V7, V9 были собраны в рамках серии C по специальной спецификации. Самолёты этой серии затем при небольшой доводке получили обозначение как серия D-0.
V6 и V7 были оснащены модернизированными двигателями DB-601Aa, развивавшими на взлёте мощность 1175 л. с. V6 был готов в марте 1939 года, и уже 25 апреля его доставили в Рехлин для испытаний двигателя. V7 полетел 24 мая 1939 года и 9 июня был направлен в испытательный центр. В начале лета 1939 года был завершён He 100-V9. Он стал первым из всех серий оснащённым вооружением. По заявлению производителя, вооружение состояло из двигательной пушки MG-FF и двух пулемётов MG-17 в корне крыльев, однако фактически разместить пушку в развале цилиндров не удалось и там стоял ещё один пулемёт MG-17. Несмотря на наличие вооружения V9 предназначался для статических испытаний.
При испытании прототипа V6 окончательно выяснилось, что испарительная система не может в полной мере обеспечить охлаждение двигателя на высоких оборотах, поэтому была разработана новая концепция охладительной системы, в которую включили радиатор, который располагался внизу фюзеляжа. Точно известно, что радиатор устанавливался на прототипа V9 и последующих моделях, переоборудовались ли более ранние прототипы (V6, V7) неизвестно.

### He 100D
Из-за того, что в 1938 году проект Fw 190 Фокке-Вульфа был принят в разработку как потенциальная замена Bf.109, технический департамент принял решение о дальнейшей разработке He 100 только в случае использования двигателя компании Юнкерс Jumo-211, так как двигатель DB-601 уже использовался на Bf.109, а использование одного мотора в двух типах истребителей посчитали непрактичным. Этот вариант был рассмотрен компанией Хейнкель и отвергнут, так как двигатель не подходил для испарительной системы охлаждения и пришлось бы переделывать несущий капот.
Последующие три самолёта в рамках контракта были выполнены в качестве предсерийных He 100D-0. Первый из серии D-0 совершил полёт в сентябре 1939 года. Одновременно с этим Хейнкель самостоятельно начал постройку 12 He 100D-1.
Отличиями серии He 100D-0 от предыдущих были: изменённый козырёк кабины, сводчатый фонарь без переплёта и небольшие остеклённые «уши» за кабиной. Киль фюзеляжа был удлинён. Было установлено вооружение: официально была заявлена двигательная пушка MG-FF и два пулемёта MG-17. В действительности устанавливались два-три пулемёта. Истребители серии D были весьма технологичны и собирались только из 969 отдельных узлов, в отличие от He 112B, который собирался из 2885 узлов.
Хейнкелю было дано разрешение продавать истребитель на экспорт и одним из наиболее вероятных покупателей был Императорский флот Японии, переговоры с которым незамедлительно были начаты. Японская делегация и делегация из СССР для обмена образцов техники на ресурсы должны были прилететь одновременно 30 октября 1939 года в Мариене. Для того чтобы не попасться друг другу на глаза, они были разведены по времени осмотра образцов.
Специалисты из делегации СССР выразили большой интерес к моделям серии D-1 и D-0, так как подобная используемой испарительная система охлаждения двигателя была сконструирована Ильюшиным для опытного истребителя ЦКБ-32 (И-21). Было принято решение о покупке трёх He 100D-1. Машины были поставлены и распределены в советские профильные институты в 1939—1940 годах.

## Кампания по дезинформации с помощью He 100D-1
Весной 1940 года оставшиеся в Германии девять He 100D-1 использовались для мистификации и дезинформации разведок противника. Для подтверждения того, что самолёт якобы действительно принят на вооружение люфтваффе, его фотографии широко публиковались с разными эмблемами, что должно было показать его широкое распространение. Для большего запутывания самолёт обозначался как He 113. В действительности же оставшиеся самолёты серии были направлены в эскадрилью ПВО собственного завода Хейнкеля в Мариене.
Всего было продемонстрировано три фиктивных боевых подразделения. Два из них не имели названия, а третье называлось «Blitzgeschwader».
Мероприятия по дезинформации имели успех. Так, в СССР, во всех предвоенных материалах для нужд ПВО (справочники, плакаты, таблицы) обязательно были нарисованы силуэты «He-113».
Также многие советские и российские историки приводят примеры неверной идентификации самолётов как He 100 и He 113 в начальный период войны:
1. Лейтенант С. Д. Байков из 34-го ИАП на МиГ-3 в воздушном бою 14 ноября 1941 г. принял бой с «четырьмя истребителями Хе-113», из которых два сбил[12].
2. Лейтенанту Ф. Д. Межуеву на ЛаГГ-3 из 168-го ИАП 10-й САД удалось «двумя РС сбить „Хейнкель-113“»[13].
3. В рапорте о гибели бомбардировщика Ер-2 капитана М. А. Брусницына из 748-го ДБП в ноябре 1941 г., было указано, что самолёт «был атакован истребителями Ме-109 и Хе-113»[14].
4. Из 64 уничтоженных зенитной артиллерией в декабре 1941 года при обороне Москвы удалось идентифицировать 59, и 2 из них отнесли к He-113[15].
5. В описании подвига комэска, за который тот был награждён 10 января 1942 года, было указано, что лейтенант, будучи атакован тремя He 100, несмотря на то, что летел на подбитом зенитной артиллерией истребителе, «сбил одного из них, а сам выпрыгнул с парашютом»[16].

- Даже в послевоенных мемуарах лётчика П. М. Стефановского упоминаются «участвовавшие в боевых действиях Хе-113»[17].

Документы штаба 8 ВА пестрят упоминаниями о Хе-113 — мифическом самолёте «люфтваффе», созданном усилиями геббельсовской пропаганды. Лётчики принимали за него один из вариантов реального самолёта фирмы «Мессершмитт» — Bf 109 F.— А. Н. Медведь
Только к 1943 году стало окончательно ясно, что никаких He 113 на фронте нет.— В. Бакурский
He-100 как реальный истребитель пробрался и в мемуары авиаконструктора А. С. Яковлева:
Некоторое количество самолетов "Хейнкель-100", попавших на советско-германский фронт, доставили гитлеровцам немало неприятностей.— гл. "Конструктор и война"
Первые же дни войны показали, что этот самолет, на который немцы возлагали огромные надежды, совершенно себя не оправдал ввиду сложности применения его на фронте. Одно дело — производить полеты с аэродрома завода Хейнкеля, где все приспособлено для такой машины, другое дело — летать с фронтового аэродрома в условиях весны, осени и зимы. Ещё в начале войны истребители Хейнкеля совершенно сошли со сцены.— гл. "Немецкие конструкторы"

## Экспорт самолёта

### Закупка Японией
Японская делегация флота приняла решение о покупке трёх машин серии D-0 за 1,2 млн рейхсмарок и ещё за 1,6 млн марок лицензию на производство. Все три самолёта были доставлены в Японию в мае 1940 года и поступили на вооружение под обозначением AXHe 1. Так как характеристики самолёта были существенно выше средних на тот период, было принято решение их серийного производства, как основного истребителя баз ПВО. Предполагалось развернуть производство в районе Хитати. Но из-за того, что Хейнкель не смог поставить все необходимые шаблоны и оборудование, эти планы реализованы не были.

### Закупка Венгрией
Также велись переговоры с Венгрией о покупке лицензии на производство. Переговоры вёл Манфред Вейс, но они оказались безуспешными. Более переговоров и продаж самолёта за рубеж не было.

### Закупка СССР
19 августа 1939 года между Германией и СССР было заключено торгово-кредитное соглашение, в рамках которого Германия предоставила Советской России кредит в 200 млн рейхсмарок сроком на пять лет. В рамках этого кредита предполагалось закупить определённое количество немецкой военной техники, которая весьма интересовала советских инженеров и конструкторов.
С целью ознакомления и заказа техники в Германию была направлена госкомиссия из 48 инженеров, лётчиков, чиновников, во главе с наркомом судостроительной промышленности СССР И. Ф. Тевосяном. Комиссия находилась в Германии с 25 октября по 15 ноября 1939 года. По окончании работы комиссии были сформированы списки заказов, которые А. И. Микоян вручил 25 декабря 1939 года лично главе германской экономической делегации, К. Риттеру.
В ходе визита один из лётчиков-испытателей, Степан Павлович Супрун, совершил пробный полёт на He 100. И. Ф. Тевосян так описывает этот эпизод:

Из ангара нам вывели самолёт, предложили осмотреть. С. П. Супрун залез в кабину и, за 15 минут ознакомившись с приборами и управлением самолёта, попросил меня: «Дядя Ваня, проверь». Я его проверил, нашел, что он все разобрал правильно. Мы завели мотор, послушали — все в порядке, обратились к немцам: можно, мол, вывозить на старт. И тут началась тихая паника: немцы забегали по ангару, стали куда-то звонить и через полчаса объявили нам, что есть очень строгая инструкция, подписанная самим Герингом, по которой к полётам на He 100 допускаются только лётчики, прошедшие трехмесячную подготовку. Мы заявили, что наш Супрун — лётчик-испытатель и для него не требуется специального обучения. Они снова забегали и ещё через полчаса сказали, что могут разрешить нам полёт только при условии, что мы оплатим стоимость самолёта в случае, если мы его разобьём. Я подписал это предъявление, но самолёт опять не буксируют на взлётную полосу.
Через некоторое время мне приносят письмо, в котором оговаривалось, что в случае катастрофы фирма не несёт ответственности за жизнь лётчика. Ничего, не говоря Супруну, я подписываю и это обязательство. После этого самолёт наконец-то вывезли на ВПП. Супрун блестяще провёл полёт, выполнив ряд фигур высшего пилотажа, которых не делали немецкие лётчики при заводских испытаниях. Его встретили аплодисментами и понесли на руках в столовую. Здесь хозяин фирмы старик Хейнкель устроил в честь Супруна банкет. В ознаменование столь акробатического полёта он предложил своеобразный салют: после каждого выпитого тоста рюмки били о лист 10-мм авиационной фанеры. К концу банкета у этого листа выросла довольно большая куча битого хрусталя.— 
В одном из докладов на коллегии НКАП, проходившей 13 декабря 1939 года, П. В. Дементьев, один из состава комиссии, сообщил о He 100, показанных делегации 12 ноября 1939 года:

Этот самолёт имеет с мотором Даймлер-Бенц 680 км/ч. Этих самолётов мы видели 20—25 штук готовых, около 15 штук на аэродроме и около 10 штук в цехе. Вооружен он пушкой и 2 пулеметами.— 
Для закупки авиационной техники Германии была направлена вторая группа специалистов. Эта группа составляла специальную комиссию и посетила Германию в марте 1940 года. Руководил ею заместитель наркома авиационной промышленности авиаконструктор А. С. Яковлев, который дал следующую оценку поездке:

В общем, вторая поездка в Германию была такой же интересной и полезной, как и первая, а может быть ещё интереснее, потому что если первая носила ознакомительный характер, то эта — деловой: мы отбирали и закупали интересующую нас авиационную технику.
В состав первой и второй комиссии входил И. Ф. Петров, бывший на тот момент заместителем начальника НИИ ВВС. После второй поездки он доложил, что число производимых самолётов в Германии в три раза превышало таковое в Советском Союзе. Несмотря на то, что А. И. Шахурин дважды предпринимал попытки опровергнуть эти утверждения, Сталин принял решение о срочном увеличении выпуска самолётов вдвое. В последние годы XX века было выяснено, что И. Ф. Петровым объём выпускаемых Германией самолётов был существенно завышен. Фактически он был примерно равен объёму производства самолётов в СССР в то время (в 1939 году 23 самолёта в день у Германии и 28 самолётов в день у СССР). Однако вследствие предпринятых усилий по увеличению числа самолётов к 1940 году СССР в среднем превосходил Германию по объёму выпускаемых самолётов в полтора раза.
В соответствии со списком закупок, который был создан по результатам комиссии 1940 года, предполагалось закупить 36 летательных аппаратов, в том числе 10 самолётов He 100: 
По рекомендации побывавшей в Германии делегации в начале 1940 г. через Наркомат внешней торговли был оформлен заказ на немецкие самолёты и оборудование для детального изучения их в нашей стране. Он включал в себя более 100 наименований. В частности, по самолётам предполагалось приобрести 5 экз. He 100 с паровым охлаждением, 5 He 100 с обычным водяным охлаждением, 5 Bf 109E, 5 Bf 110C, по 2 бомбардировщика Ju 88 и Do 215, по 3 экз. учебно-тренировочных самолётов Бюккер Bu 131 «Юнгманн», Bu 133 «Юнгмайстер» и Fw 58, самолёт-рекордсмен Me 209, а также 2 вертолета Fw 226.— Шевяков А. А.
По результатам испытаний He 100 в НИИ ВВС советские специалисты авиастроения сделали точный вывод, что данный самолёт является опытным образцом и построен малой серией. Поэтому остаётся непонятным, почему несмотря на выводы из испытаний самолёта заблуждение о его статусе в люфтваффе длительное время поддерживалось на самом высоком уровне руководства.

## Оценка проекта и особенности конструкции
Самолёт обладал высокими аэродинамическими показателями, что обеспечивалось, в частности, отсутствием воздухозаборников масляного и водяного радиатора. Самолёт также имел особый профиль крыла, который позже назвали ламинарным. При изучении самолёта в 1940 году советскими инженерами ЦАГИ, помимо того, что было отмечено высокое качество сборки (подгонка панелей обшивки, лючков, створок шасси и т. д.), была дана следующая характеристика крыла:

Профили крыла самолёта He.100 характеризуются более оттянутым назад положением максимальной толщины и максимальной вогнутости. Это обстоятельство свидетельствует о том, что, очевидно, при проектировании крыла данного самолёта особое внимание было уделено подбору профилей с меньшим лобовым сопротивлением и с повышенными значениями критических чисел Маха.— из характеристики ЦАГИ
Такой профиль крыла ухудшал его несущие свойства, однако существенно снижал аэродинамическое сопротивление на высоких скоростях и больших высотах. Схожее ламинарное крыло имел американский истребитель P-51 «Мустанг», который был одним из лучших самолётов Второй мировой войны. Однако в 1939 году преимущества такого крыла (и в целом самолёта) не были оценены по достоинству. Они были реализованы в 1943—1944 годах, когда высотные скоростные истребители P-51 «Мустанг» с успехом защищали B-17 от атак Bf.109 и Fw 190 (для решения этой проблемы немцы пытались искать разные решения, в частности см. Blohm und Voss BV 40). He 100 с двигателем DB 605 и оснащённый 20-мм пушкой MG 151/20 или 30-мм пушкой MK 108 смог бы на тех же высотах с успехом противодействовать высотным истребителям P-51 «Мустанг» за счёт большей скорости и меньшего веса.
На данный момент среди специалистов устоялось мнение, что He 100 не мог быть эффективным истребителем из-за предназначенной для достижения рекордных скоростей испарительной системы охлаждения, которая обладала малой боевой живучестью. Часто используемое утверждение Яковлева, о том, что одна и более пробоин в крыле, которые заденут систему охлаждения, выведут этот самолёт из строя, никогда не проверялось. Так как участия в реальных боевых действиях самолёт не принимал, то данных по реальной живучестью подобной системы нет и что-либо конкретное по данному вопросу утверждать затруднительно. Так, например, специалисты ЦАГИ после анализа конструкции вынесли решение, что повреждение даже нескольких конденсаторов не приводило к выходу из строя всей системы охлаждения. В то же время, самолёт с такой конструкцией мог бы служить в системе ПВО (что и предполагалось делать в Японии). На это указывает также и то, что в конце войны фирма Хейнкеля получила задание на создание сверхскоростного перехватчика P1076, который должен был бы иметь идентичную систему охлаждения, но был бы оснащён тремя 30-мм пушками. Также в конце войны японцы, с учётом опыта фирмы Хейнкеля, сконструировали ряд самолётов с такой же испарительной системой.
На He 100 устанавливался особый фонарь, средняя, сдвигающаяся часть которого во время полёта закрывалась заподлицо с козырьком фонаря и гаргротом без каких-либо выступов.
Мотор летом должен был охлаждаться водой, а зимой смесью 61,5 % воды, 35 % глицерина и 3,5 % спирта, смесь или вода подавались в систему под давлением в 2—3 атмосферы, а охлаждалась после мотора в специально предназначенных сепараторах, в которых частично испарялась и затем конденсировалась на верхней и нижней поверхностях крыла изнутри, после чего поступала в спецбак ёмкостью 40 л (находился в правой консоли крыла). Всего стояло 13 пароконденсаторов общей площадью 8,3 м², обеспечивающих охлаждение двигателя, — семь располагались в левой консоли крыла и шесть в правой. Существовал также выдвижной радиатор (начиная с прототипа V9), обеспечивающий дополнительную конденсацию пара, который впоследствии путали с масляным радиатором, которого фактически на самолёте не было. Возврат конденсата в систему обеспечивался с помощью 22 помп, работа каждой из них отображалось горящей лампочкой на правой панели в кабине пилота, погаснувшая лампочка означала отказ помпы. Примечательно, что Эрнст Удет, при подготовке к полёту на He 100 V2, постоянно забывал контролировать эти лампочки, и мог провалить рекордный полёт.
Масло охлаждалось в специальной испарительной системе, заправленной спиртом. Охлаждение масла осуществлялось за счёт испарения, а пары спирта конденсировались на поверхностях, установленных в гаргроте фюзеляжа, в киле и в стабилизаторе самолёта, и затем возвращались в тот же бак.
Вооружение самолёта, по официальной версии и многим справочникам, состояло из 20-мм пушки и двух пулемётов калибра 7,92 мм. В действительности вооружение состояло только из трёх пулемётов, причём один из них, установленный в развале цилиндров, устанавливался не на все самолёты серии. Вооружение самолёта было явно недостаточным:

Самолёт «Хейнкель» He.100 вооружен тремя пулемётами MG17 калибра 7,92 мм. Два синхронных пулемёта установлены в крыльях и стреляют через плоскость, ометаемую винтом. Третий пулемёт установлен в фюзеляже и стреляет через вал редуктора мотора. Каждый пулемёт имеет боезапас по 500 патронов. По мощности огня вооружение самолёта не представляет интереса.— БНТ НКАП 88 выпуск 3 от 1941 года
По сравнению с самолётами Supermarine Spitfire и Hawker Hurricane, вооружёнными восемью аналогичными пулемётами каждый, боевая эффективность He 100 была существенно ниже. И уже в начале 1940-х годов эффективность вооружения этих самолётов ставилась под сомнение. Скорее всего Хейнкелю не удалось совместить 20-мм пушку и двигатель DB 601 (на Мессершмитт Bf.109E эту проблему также не смогли решить). Дело также осложнялось тем, что He 100 был оснащён испарительной системой охлаждения, которая критично относится к тряске, возникавшей бы при выстрелах пушки.
На данном самолёте впервые была использована новая система клёпки — «взрывная», или иначе «детонационная», что было защищено патентом. Этот метод позволял использовать клёпку в условиях стеснённого пространства, в труднодоступных местах, что ранее было невозможно. Впоследствии, в 1940 году, патент был продан США. Также новаторским было то, что самолёт фактически собирался из готовых узлов, возможно это была первая в мире практика такого рода в авиастроении.

## Технические характеристики He 100D-1
Источник данных: 

Технические характеристики
- Экипаж: 1 человек
- Длина: 8,20 м
- Размах крыла: 9,40 м
- Высота:
- Масса пустого: 1810 кг
- Максимальная взлётная масса: 2500 кг
- Силовая установка: 1 × поршневой DB-601Aa, 12 цилиндров
- Мощность двигателей: 1 × 1175 л. с. — у земли; 1030 л. с. — на высоте 4500 м

Лётные характеристики
- Максимально допустимая скорость: 746,6 км/ч
- Максимальная скорость: 615 км/ч, на высоте 5000 м — 650 км/ч
- Практическая дальность: 885 км
- Практический потолок: 11 000 м
- Скороподъёмность: до 5000 м за 4,6 минут

Вооружение
- Стрелково-пушечное:  
  - Официально: 1 × 20-мм пушка MG-FF в развале цилиндров и 2 × 7,92-мм пулемёта MG-17 в корне крыла.
  - Фактически: 1 × 7,92-мм пулемёт MG-17 в развале цилиндров и 2 × 7,92-мм пулемёта MG-17 в корне крыла[7]